# معجزه (فیلم ۲۰۰۴)
معجزه (انگلیسی: Miracle) فیلمی آمریکایی به کارگردانی گوین اکونر است که در سال ۲۰۰۴ منتشر شد. از بازیگران آن می‌توان به کرت راسل، پاتریشا کلارکسون، نوآ امریک، کنت ولش و ادی کیهیل اشاره کرد.

## خلاصه
فیلم معجزه داستانی واقعیست که “هرب بروکس” بازیکن هاکی روی یخ تیم ملی آمریکا، منجر به پیروزی در مقابل تیم شکست ناپذیر و سرسخت روسیه در المپیک ۱۹۸۰ شد...